# Terrestrisches Laserscanning

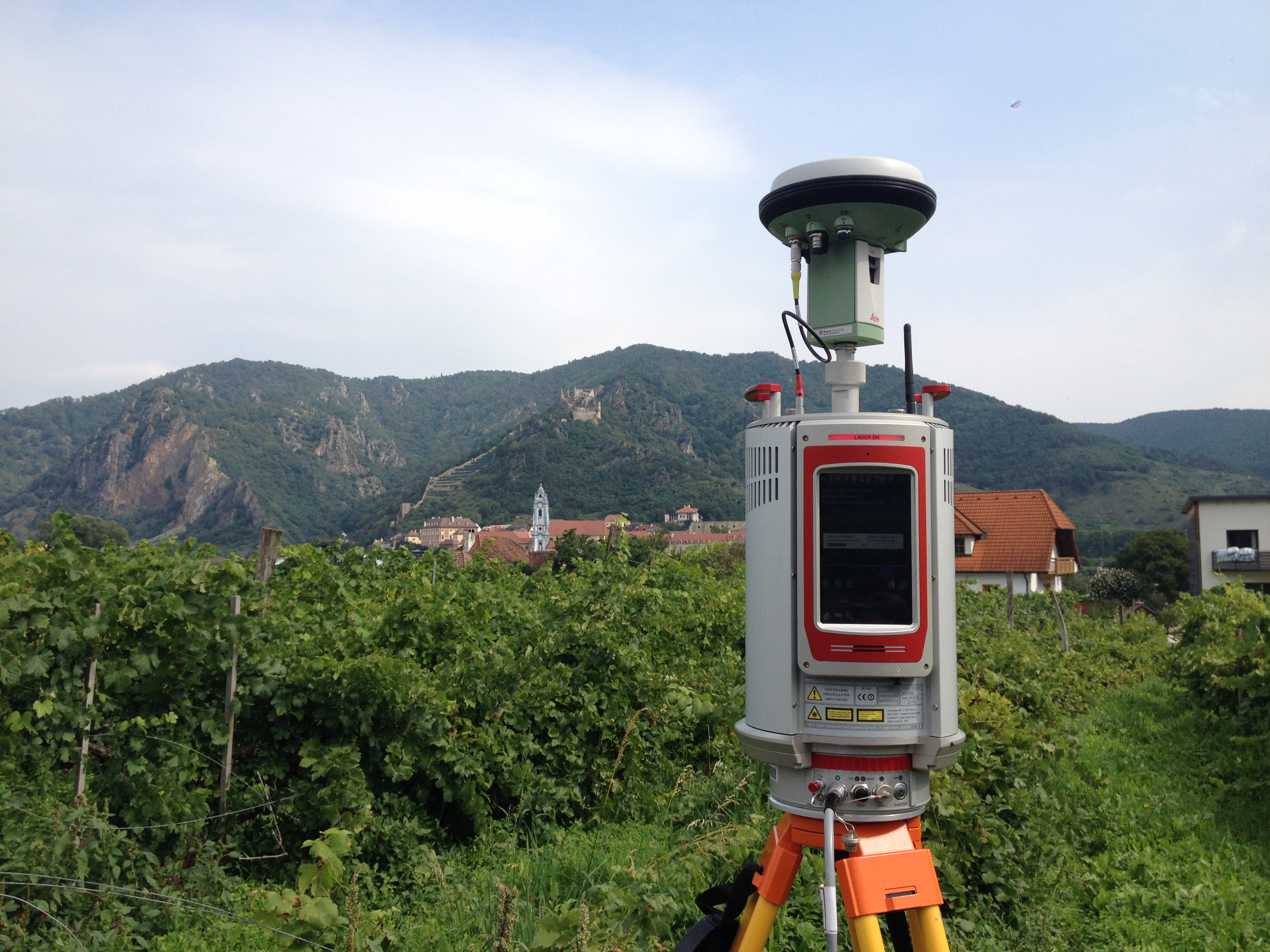
Terrestrischer Laserscanner mit aufgeschraubtem GNSS-Empfänger

Das terrestrische Laserscanning (TLS) oder terrestrisches LiDAR (Light Detection And Ranging) ist ein stationäres, aktives, bildgebendes 3D-Verfahren, das laserbasierte Streckenmessungen in einer automatisierten Abfolge von quasi gleichabständigen Abtastschritten in vertikaler und horizontaler Richtung erfasst und daraus geometrische Informationen über das Objekt gewinnt. Die Funktionsweise eines Laserscanners unterscheidet sich von anderen Messverfahren, insofern als mit dem Laserscanner über ein regelmäßiges Raster eine flächenhafte Objekterfassung erfolgt, und nicht wie sonst üblich eine Objektdiskretisierung durch repräsentative Punkte.

## Datenerfassung

### Geometrie
Die Rohdaten, die durch einen Laserscanner erzeugt werden, sind Messwerttripel, bestehend aus einer gemessenen Schrägdistanz sowie je einem Wert für die Horizontal- und Vertikalablenkung. Für die Distanzmessung kommen je nach Hersteller unterschiedliche Verfahren zur Anwendung. Man unterscheidet das Impulslaufzeitverfahren, das Phasendifferenzverfahren und das Triangulationsverfahren. Auch die Abtastung, d. h. die Ermittlung der Vertikal- bzw. Horizontalwerte kann auf verschiedene Arten erfolgen. Neben einer Abtastung durch Servomotoren, die den Laser bewegen, können durch Servomotoren rotierende Planspiegel oder ein kontinuierlich rotierender Spiegelpolygon eingesetzt werden. Die Hersteller nutzen häufig eine Kombination aus verschiedenen Abtastarten.
Über einfache trigonometrische Beziehungen werden die erfassten Polarkoordinaten in kartesische Koordinaten umgewandelt. Dieses Zwischenergebnis stellt eine Punktwolke dar, welche anschließend am Computer weiterverarbeitet werden kann, um beispielsweise 3D-Modelle zu erzeugen. Auch bei der Modellbildung gibt es grundsätzliche Unterschiede gegenüber den konventionellen Methoden, da kein zuvor definierter diskreter Objektpunkt gemessen wird, sondern eine Vielzahl zufällig auf dem Messobjekt verteilte Punkte. Daher müssen die geometrischen Repräsentanzpunkte in der Nachbearbeitung durch geometrische Algorithmen bestimmt werden.

### Registrierung der Remissionsintensität und Farbinformation
Sofern neben den geometrischen Daten zusätzlich Intensitätsinformationen der reflektierten Lasermessungen registriert werden, kann auch von 4D-Laserscanning gesprochen werden, wobei die vierte Dimension hier nicht als zeitliche Auflösung im Sinne eines 3D-Filmes oder als vierte Raumdimension zu verstehen ist. Mit Hilfe der Intensitätsinformationen lassen sich die gewonnenen dreidimensionalen Punktwolken mit Falschfarben kodieren, was oftmals für grundsätzliche Objektunterscheidungen innerhalb der Punktwolke ausreichend ist. Zur Ergänzung mit realen Farbinformationen, beispielsweise durch RGB-Bilder, können interne oder externe Digitalkameras herangezogen werden. Interne Kameras sind zumeist Kompaktkameras mit geringer Auflösung und Farbqualität – sie dienen somit in erster Linie einer schnellen Einfärbung der Punktwolke. Deutlich bessere Ergebnisse werden erzielt, wenn eine externe Spiegelreflexkamera montiert wird. Durch die Kombination mit RGB-Informationen kann später die Qualität des Modells gesteigert werden, was z. B. Anwendungsmöglichkeiten im Bereich der virtuellen Realität ermöglicht.

### Bauformen und Marktübersicht
Bei den Bauformen haben sich grundsätzlich drei Arten von Laserscannersystemen durchgesetzt, die sich durch ihr Gesichtsfeld unterscheiden. Die Laserscanner lassen sich in die Klassen Profilscanner, Panorama-Scanner und Camera-View-Scanner einteilen. Bei Profilscannern ist das Sichtfeld typischerweise ein 360° Profil. Camera-View-Scannern ist das Sichtfeld sowohl in der Horizontalen, als auch der Vertikalen deutlich begrenzt. Panorama-Scanner können in einem Sichtfeld von 360° horizontal und ± 30° bis 180° vertikal arbeiten, was z. B. bei einer Innenraumaufnahme von Vorteil ist, da sich theoretisch (bei freier Sicht) die Anzahl der Scans gegenüber einem Camera-View-Scanner reduziert.
Seit der Entwicklung des ersten terrestrischen Laserscanners im Jahre 1995 vollzog sich eine rasante Entwicklung auf der Seite der Hardware. Die Laserscaner-Systeme wurden im Laufe der Zeit immer schneller und leichter, aber demgegenüber aber nur geringfügig genauer. Neuere Systeme messen zudem über viel größere Entfernungen und sind eher mit einer Farbkamera ausgestattet. Nachfolgende Tabelle soll einen Überblick über aktuelle und historische 3D-Laserscanner geben:
| Hersteller               | System                | Markteinführung | Distanzmessprinzip         | Reichweite [m] | Messrate [Punkte/s] |
| ------------------------ | --------------------- | --------------- | -------------------------- | -------------- | ------------------- |
| CLAUSS                   | RODEON scan           | 2012            | Impulslaufzeit             | 250            | 14400               |
| CLAUSS                   | RODEON smartscan      | 2013            | Impulslaufzeit             | 250            | 14400               |
| Cyra Technologies        | Cyrax 2400            | 1998            | Impulslaufzeit             | 100            | 800                 |
| Cyra Technologies        | Cyrax 2500            | 2000            | Impulslaufzeit             | 100            | 1000                |
| Faro Technologies        | Photon 80/20          | 2008            | Phasendifferenz            | 76             | 120000              |
| Faro Technologies        | Photon 120/20         | 2009            | Phasendifferenz            | 153            | 976000              |
| Faro Technologies        | Focus3D 120           | 2010            | Phasendifferenz            | 120            | 976000              |
| Faro Technologies        | Focus3D X 330         | 2013            | Phasendifferenz            | 330            | 976000              |
| IQvolution               | IQSun880/LS 880/840   | 2004            | Phasendifferenz            | 76             | 120000              |
| IQvolution               | IQSun420/LS 420       | 2005 (?)        | Phasendifferenz            | 20             | 12000               |
| Leica Geosystems         | HDS3000               | 2002            | Impulslaufzeit             | 300            | 4000                |
| Leica Geosystems         | HDS4500               | 2003            | Phasendifferenz            | 53,5           | 125000              |
| Leica Geosystems         | ScanStation           | 2005            | Impulslaufzeit             | 300            | 4000                |
| Leica Geosystems         | ScanStation 2         | 2007            | Impulslaufzeit             | 300            | 50000               |
| Leica Geosystems         | HDS6000               | 2007            | Phasendifferenz            | 79             | 500000              |
| Leica Geosystems         | ScanStation C10       | 2009            | Impulslaufzeit             | 300            | 50000               |
| Leica Geosystems         | HDS4400               | 2009            | Impulslaufzeit             | 700            | 4400                |
| Leica Geosystems         | HDS6100               | 2009            | Phasendifferenz            | 79             | 508000              |
| Leica Geosystems         | HDS6200               | 2010            | Phasendifferenz            | 79             | 1016727             |
| Leica Geosystems         | HDS7000               | 2011            | Phasendifferenz            | 187            | 1016727             |
| Leica Geosystems         | HDS8400               | 2012 (?)        | Impulslaufzeit             | 1000           | 8800                |
| Leica Geosystems         | ScanStation P20       | 2012            | Impulslaufzeit             | 120            | 1000000             |
| Leica Geosystems         | HDS8800               | 2012            | Impulslaufzeit             | 2000           | 8800                |
| Maptek                   | I-Site 8800           | 2010            | Impulslaufzeit             | 2000           | 8800                |
| Maptek                   | I-Site 8400           | 2011            | Impulslaufzeit             | 1000           | 8800                |
| Riegl                    | LMS-Z420i             | 2003            | Impulslaufzeit             | 1000           | 11000               |
| Riegl                    | LMS-Z390i             | 2006            | Impulslaufzeit             | 400            | 11000               |
| Riegl                    | LPM-321               | 2007            | Impulslaufzeit             | 6000           | 1000                |
| Riegl                    | VZ-400                | 2008            | Impulslaufzeit             | 500            | 125000              |
| Riegl                    | VZ-1000               | 2010            | Impulslaufzeit             | 1400           | 122000              |
| Riegl                    | VZ-4000               | 2012            | Impulslaufzeit             | 4000           | 222000              |
| Riegl                    | VZ-6000               | 2012            | Impulslaufzeit             | 6000           | 222000              |
| Topcon                   | GLS-1500              | 2010            | Impulslaufzeit             | 330            | 30000               |
| Trimble Navigation       | GS 200 3D             | 2005            | Impulslaufzeit             | 200            | 5000                |
| Trimble Navigation       | FX                    | 2009            | Phasendifferenz            | 46             | 190000              |
| Trimble Navigation       | CX                    | 2010            | Kombination Phase & Impuls | 80             | 54000               |
| Trimble Navigation       | TX5                   | 2012            | Phasendifferenz            | 120            | 976000              |
| Zoller+Fröhlich          | IMAGER 5006Ex         | 2009            | Phasendifferenz            | 79             | 508000              |
| Zoller+Fröhlich          | IMAGER 5006h          | 060             | Phasendifferenz            | 79             | 1016727             |
| Zoller+Fröhlich          | IMAGER 5010           | 2010            | Phasendifferenz            | 187            | 1016027             |
| Zoller+Fröhlich          | Z+F PROFILER 6007 duo | 2011            | Phasendifferenz            | 79             | 1016000             |
| Zoller+Fröhlich          | Imager 5010C          | 2012            | Phasendifferenz            | 187            | 1016000             |
| Zoller+Fröhlich          | Profiler 9012         | 2012            | Phasendifferenz            | 119            | 1016000             |
|                          |                       |                 |                            |                |                     |
| Zoller+Fröhlich          | Imager 5010X          | 120 9           | Phasendifferenz            | 187            | 1016000             |
| Zoller+Fröhlich          | Imager 5016           | 2016            | Phasendifferenz            | 360            | 1016000             |
| Pulsar Measuring Systems | PMS 500               | ?               | Impulslaufzeit             | 8000           | 3,3                 |
| Pulsar Measuring Systems | PMSImpulse 100LR      | ?               | Impulslaufzeit             | 400            | 3,3                 |
| Basis Software           | Surphaser 25HSX       | ?               | Phasendifferenz            | 70             | 1200000             |
| MDL Laser Systems        | C-ALS                 | 2009 (?)        | Impulslaufzeit             | 150            | 250                 |
| MDL Laser Systems        | VS150                 | 2009 (?)        | Impulslaufzeit             | 300            | 200                 |
| MDL Laser Systems        | Quarryman Pro         | 2009 (?)        | Impulslaufzeit             | 600            | 250                 |
| MDL Laser Systems        | Quarryman Pro LR      | 2011 (?)        | Impulslaufzeit             | 1200           | 250                 |
| MDL Laser Systems        | Dynascan HD100        | 2012            | Phasendifferenz            | 120            | 976000              |

## Auswertung

### Georeferenzierung, Co-Referenzierung, Registration
Je nach Projektanforderungen erfolgt die Objekterfassung von einem oder mehreren Standpunkten mit unterschiedlichen Blickwinkeln auf das zu erfassende Objekt. Als Ergebnis jedes einzelnen Standpunktes erhält man die Punktwolke in einem lokalen Koordinatensystem. Im weiteren Verlauf der Auswertung müssen die einzelnen lokalen Punktwolkensysteme miteinander verbunden (Co-Referenzierung) und eventuell auf ein übergeordnetes Koordinatensystem (Georeferenzierung im Falle von erdbezogenen Raumbezugssystemen) referenziert werden. Dieser Schritt wird im Englischen mit registration bezeichnet und häufig falsch mit Registrierung statt mit Referenzierung übersetzt. Bei der Referenzierung bestehen mehrere Ansätze, wie z. B. Referenzierung über Passflächen von Regelgeometrien (Ebene, Kugel, Zylinder), über manuell ausgewählte identische Punkte der Punktwolken, über retroreflektierende Zielmarken und über flache Zielmarken mit speziellem Muster hinsichtlich der Remissionswerte (Bildmarken mit z. B. Schachbrettmuster oder weißem Kreis auf schwarzem Grund). Als markenlose Lösung wird der ICP (iterative closest point) angewendet. Hierbei werden im Überlappungsbereich zweier Punktwolken Bereiche segmentiert, in denen dann näherungsweise identische Punkte über die Bestimmung der kürzesten Distanz ausgewählt werden. Iterativ kann dann über räumliche Ähnlichkeitstransformationen eine Annäherung der beiden Punktwolken erreicht werden. Das Referenzierungsergebnis ist eine Punktwolke, die idealerweise sämtliche Objektflächen diskritisiert und für die weitere Modellierung, Kombination mit anderen Geoinformationen und Visualisierung geeignet ist.

### Modellierung
Durch Zufuhr von speziellem Fachwissen kann aus diesem Datensatz ein Modell des realen Objektes erzeugt werden. Aus der Gesamtpunktwolke können beispielsweise bestimmte Bereiche selektiert werden, um daraus über bestimmte Algorithmen geometrische Primitive wie Ebenen oder Zylinder zu approximieren. Diese können anschließend zu einem Randflächenmodell verschnitten werden.
Auch lassen sich Grundrisse, Ansichten und Schnitte anfertigen.
Gerade der Teil der Auswertung ist aufgrund der fehlenden Automatisierungen sehr arbeits- und damit kostenaufwändig. Der Prozessablauf von der Objekterfassung über die Referenzierung und Modellierung bis hin zur Visualisierung sollte aufgrund der vollständigen Datenverfügbarkeit im Computer automatisierbar sein. Erste Ansätze hierzu wurden z. B. 2003 von Fredie Kern beschrieben (s. Literatur).

## Anwendungsbereiche
Durch die Möglichkeit einer berührungslosen und flächenhaften Vermessung in Kombination mit automatisierter Verarbeitung ergeben sich viele Bereiche, für die das Laserscanning eine interessante Methodik darstellt. Das terrestrische Laserscanning kann oft dort wirtschaftlich eingesetzt werden, wo komplexe Objekte berührungslos, schnell und vollflächig erfasst werden sollen. Somit ist das terrestrische Laserscanning eine sinnvolle Ergänzung zu den konventionellen – im Vergleich genaueren – Messverfahren wie der Photogrammetrie oder der Tachymetrie. Eine Synergie der Vermessungsverfahren Laserscanning, Photogrammetrie und Tachymetrie sowie eine Automatisierung des Auswerteprozesses werden in Zukunft das volle Potential des terrestrischen Laserscannings wirtschaftlich ausnutzen können und somit ein optimales Geometriemanagement ermöglichen.

### Anwendungen in der Bauwerksüberwachung
Neben elastischen Deformationen innerhalb gewisser Grenzen können Verformungen von Bauwerken bei zu großen einwirkenden Kräften oder aufgrund von Abnutzungserscheinungen plastisch und die Bauwerke in Folge statisch instabil werden. Um die Funktion solcher Bauwerke zu gewährleisten, ist eine regelmäßige Überprüfung auf Deformationsvorgänge notwendig. Neben anderen Verfahren (visuelle, mechanische, chemische Kontrollen) stellt TLS neben tachymetrischer Vermessung, Nivellementmessungen oder GNSS-Messungen eine Möglichkeit der geometrischen Überwachung dar und eignet sich zur Überwachung verschiedener Bauwerke wie Talsperren, Brücken, Türme, Hochhäuser oder Gleisanlagen.
Beim Einsatz von TLS zur geometrischen Bauwerksverformungsmessung können (im Vergleich zu anderen geometrischen Verfahren) in kurzer Zeit sehr viele Punkte gemessen werden. Aufgrund der rasterförmigen Abtastung sind die Punkte jedoch für multitemporale Aufnahmen nicht exakt reproduzierbar, somit wird TLS in der Bauwerksüberwachung meist als flächenhaftes messendes Verfahren bezeichnet. Aus multitemporalen Messungen können so Veränderungen extrahiert werden, wobei zwischen periodischen Variationen (z. B. im Rahmen von Temperaturschwankungen oder Wasserstandsschwankungen, lastabhängige Veränderungen bei Brücken), sprunghaften Änderungen (z. B. Lawinenschäden) und linearen Änderungen (z. B. in Folge von kontinuierlicher Absenkung des Grundwasserspiegels) unterschieden wird. Die angestrebte Genauigkeit bei Deformationsmessungen liegt im Millimeterbereich. Deformationen können anhand relativer oder absoluter Deformation aufgedeckt werden. Relative Deformationserkennung resultiert aus Differenzbildern zwischen 2 oder mehreren Messungen. Für absolute Deformationserkennung müssen die Messungen in einem geodätischen Bezugssystem registriert sein, wobei die Deformationen dann exakt koordinativ bestimmt werden können. Beim Vergleich werden verschiedene Ansätze verwendet: Beim Blockansatz wird die Oberfläche des Bauwerks regelmäßig gerastert und ein repräsentativer Punkt pro Rasterzelle durch Mittelbildung ermittelt. Beim 3D-Flächenvergleich werden aus den gemessenen Punkten mit Hilfe von Dreiecksvermaschungen Flächen generiert, und im Rahmen der Folgemessung der kürzeste Abstand zwischen Punkten bzw. Flächen zu vorangegangenen Messungen berechnet.

### Anwendungen in den Geowissenschaften
Innerhalb der Geowissenschaften hat TLS ein weites Anwendungsspektrum, befindet sich aber noch in den Anfängen. Der Schwerpunkt findet sich vor allem in der Aufzeichnung und Visualisierung von zeitlichen Veränderungen (Zeitreihen), Kartierung von Steinschlag und Gravitativen Massenbewegungen, Massenbilanzierung und Monitoring sowie Georisikoforschung TLS Aufnahmen können in hoher räumlicher Auflösung und hoher Genauigkeit über Distanzen von mehreren hundert Metern bis Kilometern aufgenommen werden. Weitere Anwendung finden hochauflösende TLS Daten in entsprechend gefährdeten Gebieten im Risikomanagement und der Raumplanung.
Hangrutschungen sind weitverbreitete Risiken, welche anthropogenen Strukturen, wie Straßen, Dämmen und Hochspannungsleitungen erhebliche Schäden zufügen können. TLS-Beobachtungen liefern verlässliche Daten zur Erstellung von Massenbilanzen der Rutschung und zugehörigen Kartenmaterial. Weiters können auf der Basis der TLS Daten oberflächliche Bewegungsmuster, Bewegungsraten abgeleitet werden sowie bewegte Volumina abgeschätzt werden.
Das Anwendungspotential von TLS in alpinen Gebirgsräumen ist sehr vielfältig. Unter anderem die Überwachung (Monitoring) von destabilisierten Felswänden. Verstärkter Gletscherrückzug und fortschreitende Permafrost Degradation sind ursächlich für die Instabilität in Felswänden. Daraus resultierender Steinschlag kann ernsthafte ökonomische und soziale Konsequenzen für Personen, Infrastruktur und Siedlungen im alpinen Raum haben.

### Anwendungen in der Archäologie
Archäologische Stätten und Artefakte wurden früher mit einfachen Skizzen und Fotografien dokumentiert. Durch den zunehmenden Fortschritt der Laserscanningtechnik wird das TLS immer öfter auch in der Archäologie eingesetzt. Archäologische Dokumentationen sowie die Analysen von archäologischen Stätten und Artefakten werden durch die Erstellung von 3D-Modellen vereinfacht. Des Weiteren eignen sich die resultierenden Punktwolken für die Restaurierung, Konservierung, maßstabsgetreuen Nachbildungen, Überwachung von Veränderungen und dienen als Grundlage für die nachträgliche Interpretation der historischen Funde.
Die Vorteile der Laserscanningtechnologie, wie beispielsweise die hohe Geschwindigkeit und Genauigkeit der Vermessungen sowie die Eignung zur Anwendung in schwer erreichbaren Gebieten und die Unabhängigkeit von Tageszeit und Witterung, sind für archäologischen Dokumentationen von großem Nutzen.
Allerdings erweist sich die große Datenmenge, die durch Laserscanningaufnahmen generiert werden, als sehr problematisch und muss reduziert werden. Auch die langwierige Nachbearbeitung und das beschränkte Sichtfeld – denn mittels TLS können keine Vogelperspektiven aufgenommen werden – stellen weitere Nachteile für den Gebrauch des TLS in der Archäologie dar.
Durch die Kombination mit ALS-Daten, wie beispielsweise Geländemodellen, oder photogrammetrischen Aufnahmen, können genauere Ergebnisse bzw. eine vereinfachte Interpretation erzielt werden.
Grundsätzlich stellt das TLS eine effiziente Methode für archäologische Dokumentationen und Analysen dar und die Ergebnisse bieten eine gute Ausgangsbasis für umfassende Interpretationen.
Laserscanningdaten werden in der Archäologie den Feldgang sowie manuelle Aufzeichnungen für die Dokumentation allerdings nicht ersetzen, sondern sind viel mehr als sinnvolle Ergänzung anzusehen.

### Anwendungen in der Stadtmodellierung
Durch die Möglichkeit, mittels Laserscanning ein digitales, dreidimensionales Abbild von Städten, Stadtteilen oder einzelnen Gebäuden zu erstellen, kann TLS auch im Bereich der 3D-Stadtmodellierung eingesetzt werden.
Zur wachsenden Anzahl an verfügbaren Städten und Detaillierungsgrade tragen alle Aufnahmeverfahren des Laserscanning bei. Während TLS sich insbesondere bei der Erfassung von Fassaden und Objekten im Straßenraum eignet, wird durch die Kombination mit ALS, der Einbeziehung von Systemen wie Mobile Mapping und weiteren Methoden die Erstellung ganzer Stadtmodelle ermöglicht. Letzteres wird durch diverse Entwicklungen der großen Hersteller in Form von spezifischen Lösungen für verschiedene Verkehrsträger und Fragestellungen stark vorangetrieben.
Die größte Entwicklung ist zurzeit im Bereich der Automatisierung zu beobachten. Im vorliegenden Zusammenhang wird darunter die computergestützte, automatische Durchführung möglichst aller Arbeitsschritte – von der Georeferenzierung, Co-Referenzierung, Registration über die Extrahierung, Klassifizierung und Attributierung einzelner Objekte aus der Punktwolke bis hin zur vollautomatischen Erstellung ganzer Modelle – verstanden.
Nach der Bearbeitung der Ausgangsdaten ist eine Weiterverarbeitung der Daten in zahlreichen Anwendungsfeldern im Bereich der Visualisierung, Animation und Simulation möglich, darunter die 3D-Echtzeit in der Stadtmodellierung oder die Verkehrsraumüberwachung.

### Weitere Anwendungsgebiete
Weitere Anwendungsgebiete sind geometrische Bauaufnahme, Facilitymanagement, Qualitätssicherung im Bauwesen und Maschinenbau, Beweissicherung, Unfallstellendokumentation, Visualisierung, Animation oder Simulation. Projekte zur Weiterentwicklung des autonomen Fahrens – insbesondere selbstfahrende Kraftfahrzeuge wie beispielsweise das Google Self-Driving Car Project – verwenden teils ebenfalls LiDAR-Systeme.